# Томашувка (гміна Неджвиця-Дужа)
Томашувка (пол. Tomaszówka) — село в Польщі, у гміні Неджвиця-Дужа Люблінського повіту Люблінського воєводства.
Населення — 196 осіб (2011).
У 1975-1998 роках село належало до Люблінського воєводства.

## Демографія
Демографічна структура станом на 31 березня 2011 року:
|          | Загалом | Допрацездатний вік | Працездатний вік | Постпрацездатний вік |
| -------- | ------- | ------------------ | ---------------- | -------------------- |
| Чоловіки | 99      | 25                 | 66               | 8                    |
| Жінки    | 97      | 18                 | 53               | 26                   |
| Разом    | 196     | 43                 | 119              | 34                   |